# Dinoptera chrysomelina
Dinoptera chrysomelina là một loài bọ cánh cứng trong họ Cerambycidae.